# بخش سپاهیژالا
بخش سپاهیژالا (به انگلیسی: Sipahijala district) یک منطقهٔ مسکونی در هند است که در تریپورا واقع شده‌است. بخش سپاهیژالا ۱٬۰۴۳٫۰۴ کیلومتر مربع مساحت و ۵٬۴۲٬۷۳۱ نفر جمعیت دارد.